# Geuzennaam
Een geuzennaam is een erenaam die men zichzelf geeft nadat anderen die als scheld- of spotnaam gebruikten.

## Etymologie
Het historische voorbeeld waaraan Geuzennaam ten grondslag ligt, is het woord geus, van het Franse gueux voor bedelaars, thans een archaïsch woord. Met de woorden N'ayez pas peur Madame, ce ne sont là que des gueux, "Wees niet bang mevrouw, het zijn maar bedelaars" zou Charles de Berlaymont, adviseur van Margaretha van Parma, in 1566 de lage edelen hebben aangeduid die het Smeekschrift der Edelen aanboden. Drie dagen later hief een van die edelen, Hendrik van Brederode, tijdens een feestmaal de volgende woorden aan: J'ai bu à la santé des Gueux! Vive le Gueux!, "Ik heb op de gezondheid van de bedelaars gedronken! Leve de bedelaars!" Het gewone volk vernederlandste dit woord tot geus. 

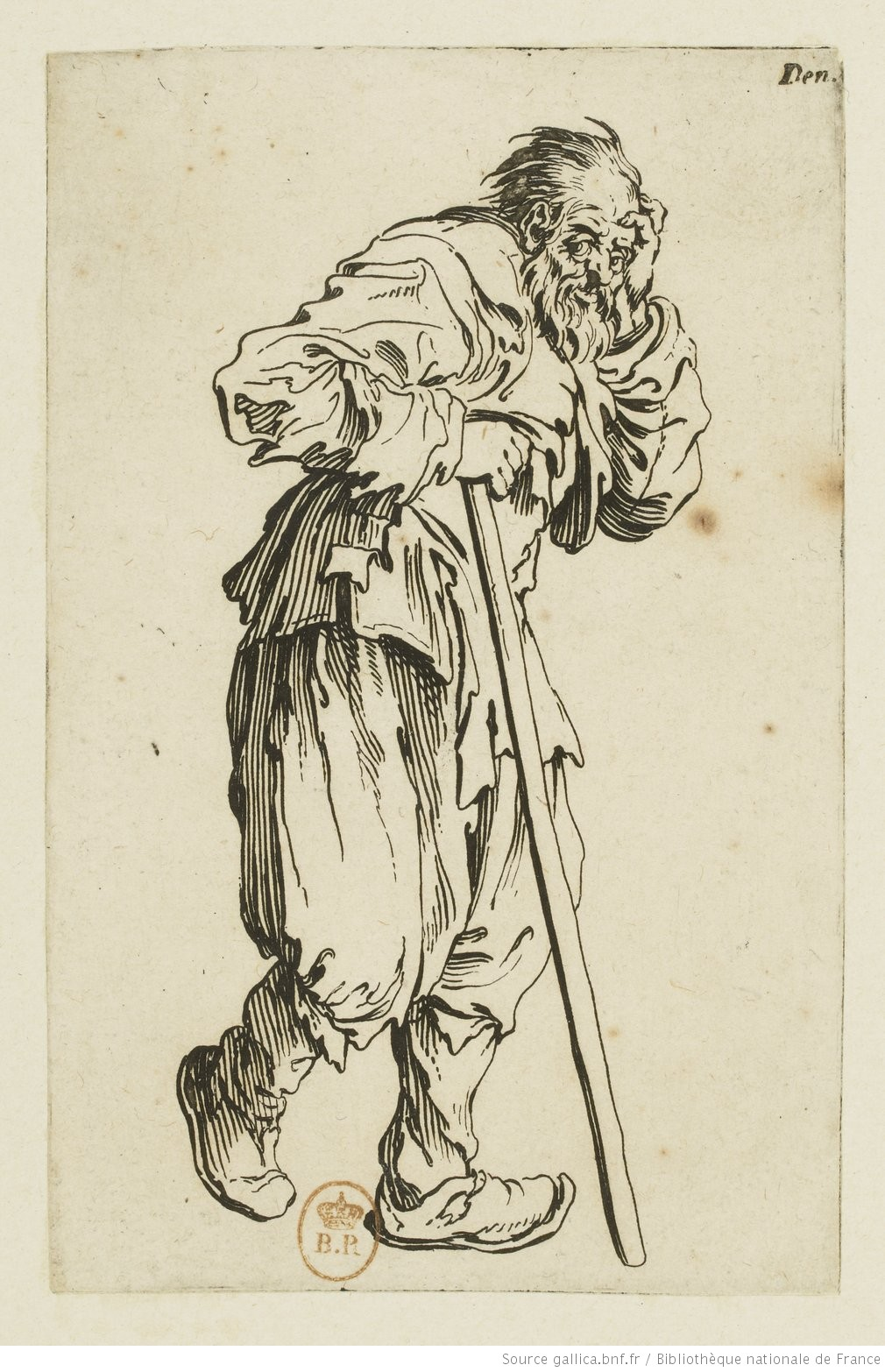
Jacques Callot-Le gueux appuyé sur son bâton (de bedelaar steunend op zijn stok)
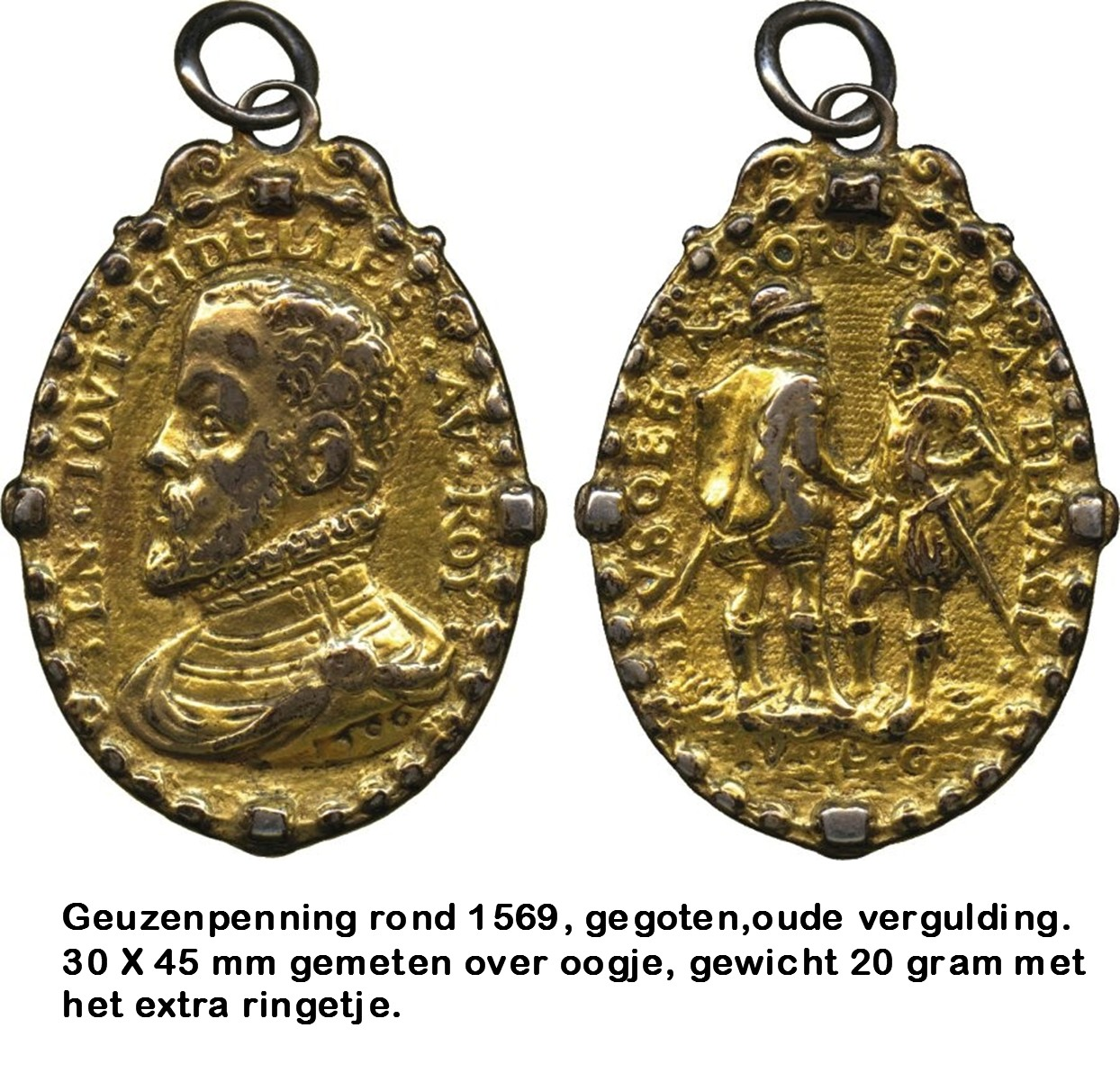
Geuzenpenning

## Kenmerk
Een geuzennaam wordt door velen binnen de groep geaccepteerd – men noemt zichzelf zo – maar kan nog steeds als beledigend worden ervaren als het gebruikt wordt door buitenstaanders. Bekende hedendaagse voorbeelden van dit soort geuzennamen zijn flikker door Nederlandse homomannen en nigger of nigga door Afro-Amerikaanse jongeren. Dat blanken een woord als nigger nog steeds als scheldwoord gebruiken en dat dit door Afro-Amerikanen ook zo wordt ervaren, doet dus geen afbreuk aan de geuzennaam. Deze dubbele moraal, binnen en buiten de groep, kan voor anderen als verwarrend overkomen.
In de loop der tijd kan de oorspronkelijke neerbuigende betekenis grotendeels vergeten zijn, zoals dat ook met geus is gebeurd. Voorbeelden daarvan zijn:
- impressionisme
- romantiek
- smartlap

Een woord dat oorspronkelijk neutraal was, daarna een ongunstige betekenis kreeg en weer later (in radicale kringen) als geuzennaam werd aangenomen, is flamingant, een aanhanger van de Vlaamse Beweging.

## Voorbeelden
- Blauwvingers, een inwoner van Zwolle
- Dalits of de onaanraakbaren uit de hindoesamenleving met het kastenstelsel in India
- Dwaze Moeders
- Fauvisten
- Impressionisten
- Kielse Ratten voor de Antwerpse voetbalploeg Beerschot
- Lelijke eend
- Nazareners
- Nerd en geek, vaak gebruikt voor mensen met een baan in de ICT- en high tech-industrie
- Punker; punk is Engels voor (onvolwassen) spinthout waarvan afgeleid ook (onvolwassen) tuig, schorem
- Quakers voor het Genootschap van Vrienden
- Superboeren, de spelers en supporters van de Nederlandse voetbalvereniging De Graafschap
- Techneut, iemand met affiniteit voor de techniek
- Tories, een aanhanger van de Britse Conservatieve Partij, oorspronkelijk een Iers scheldwoord (torai, 'vogelvrijen') voor Britse koningsgezinden
- Tukkers, inwoners van Twente
- Yankees, bewoners van oorspronkelijk de staat New York en later het hele noordoosten van de Verenigde Staten